# Orphinus sikkimensis
Orphinus sikkimensis es una especie de escarabajo de piel del género Orphinus, de la familia Dermestidae, orden Coleoptera. Mide aproximadamente 2,7-2,8 mm de longitud.

## Distribución
Se distribuye por Asia: India, en el estado de Sikkim.

## Taxonomía
Fue descrita por Háva & Herrmann en 2004.